# Provokeret abort
 Denne artikel bør gennemlæses af en person med fagkendskab for at sikre den faglige korrekthed.

Provokeret abort (også kaldet svangerskabsafbrydelse eller fosterfordrivelse) er den proces, hvorved en graviditet bevidst afbrydes, og fosteret fjernes. Provokeret abort må ikke forveksles med spontan abort, som er en ufrivillig afbrydelse af graviditeten af biologiske årsager.
I Danmark er der fra 1. juni 2025 adgang til fri abort til og med den 18. graviditetsuge. Fri abort indtil den 12. graviditetsuge blev indført i 1973.
Der foretages i Danmark omkring 15.000 aborter årligt, hvilket svarer til en abortkvotient på ca. 12 aborter per 1000 kvinder. Både det absolutte antal aborter og abortkvotienten har været for nedadgående de sidste mange år.

## Abortmetoder
- Til og med den 8. graviditetsuge kan abort udføres som medicinsk abort.
- Til og med den 12. graviditetsuge bliver abort udført som kirurgisk abort.
- Efter 13. uge kan abort kun blive udført som en medicinsk provokeret fødsel, efterfulgt af en udskrabning af livmoderen.

### Medicinsk abort
En medicinsk abort kan kun foretages indtil den 8. graviditetsuge (per 2005 har Dansk Selskab for Obstetrik og Gynækologi anbefalet også at udføre medicinske aborter indtil 12. uge). Kvinden indtager nogle Mifepriston-tabletter. Tabletterne virker ved at hindre det graviditetsbevarende hormon progesteron i at virke. Progesteron bliver dannet af fosteret for at afbryde den normale menstruationscyklus så
graviditeten kan fortsætte. Hvis progesterons virkning fjernes, afbryder kroppen graviditeten og fosteret kan ikke leve mere.
Når først tabletterne er indtaget er processen mod abort igangsat og kan ikke vendes. Efter to dage vil det resultere i en kraftig menstruationsagtig blødning hvor fosteret bliver udskilt af kroppen. For nogle vil en efterfølgende udskrabning være nødvendig for at fjerne de
sidste graviditetsrester.
Medicinsk abort medfører ofte bivirkninger i form af svimmelhed, hovedpine, kvalme, opkastninger og svære menstruationslignende blødninger.
Omkring 1/3 af alle aborter i Danmark er medicinske aborter.

### Kirurgisk abort
Op til 12. uge foretages kirurgisk abort ved hjælp af en udsugningsmetode. Indgrebet foretages med kvinden i fuld narkose. Først anvendes nogle
instrumenter til at udvide åbningen i livmoderhalsen. Dernæst suges fosteret ud i en glaskolbe og det aborterede foster destrueres. Indgrebet
afsluttes med at kvinden gives medikamenter der bevirker at livmoderen trækker sig sammen igen hvorved de sidste fosterrester bliver udstødt.
Omkring 2/3 af alle aborter i Danmark er kirurgiske aborter.

### Provokeret fødsel
Efter den 12. uge er fosteret blevet for stort til at kunne suges ud. Herefter foretages aborten ved en kunstigt igangsat fødsel. Kvinden
får ve-fremkaldende medikamenter opført i skeden ved hjælp af stikpiller. Disse gives med et par timers mellemrum, indtil fødslen igangsættes og fosteret fødes og destrueres. Denne metode er meget mere indgribende med risiko for permanente skader på kvindens reproduktive organer og fremtidig infertilitet til følge.
Omkring 4 % af alle aborter i Danmark er provokerede fødsler.

### Prævention
Der er nogle mulige virkninger ved prævention, der kan betragtes som abortfremkaldende. Dette emne er blevet relevant efter at flere læger, apotekere og sundhedspersonale har nægtet at udlevere prævention, recepter på prævention, eller har konfiskeret prævention og recepter, ud fra deres private etiske holdninger til abort.
Det primære stridspunkt er hvornår der er tale om en abort. Nogle mener at en graviditet starter ved befrugtning, mens andre mener at en graviditet starter når ægget succesfuldt sætter sig fast i livmoderen, det sidste er den medicinske definition.
Det er netop skæbnen for evt befrugtede ægget der er i fokus. Hvis et befrugtet æg hindres i at fæstes i livmoderen er det ikke medicinsk at betragte som en abort, men det er selvfølgelig et åbent spørgsmål om det etisk er at betragte som en abort.
Prævention der som teoretisk eller faktisk virkningsmåde afstøder befrugtede æg er blandt andet: P-Piller, Spiral, Nødprævention

### Fosterreduktion
Ved flerfoldsgraviditeter, typisk som følge af fertilitetsbehandling, kan foretages en delvis abort af et antal af fostrene, en såkaldt
"fosterreduktion". Denne foretages ved at sprøjte saltvand ind i hjertet på fosteret man vil fjerne. Fosteret aborteres ikke umiddelbart, men bliver i livmoderen med det overlevne foster indtil dette fødes.
Fosterreduktion behandles juridisk efter særlige regler om fosterreduktion, og der er ikke fri adgang til fosterreduktion heller ikke inden for de første 12 uger.

## Fostersmerte
Hvornår i graviditeten fosteret begynder at kunne føle smerte og frygt er et kontroversielt spørgsmål med etiske dimensioner, når der diskuteres provokeret abort. Beviserne er mangelfulde og modstridende. Nogle forskere mener, at fosteret allerede i løbet af det første trimester (til graviditetsuge 12) vil begynde at kunne føle smerte, mens øvrige mener dette først sker i andet trimester (uge 12 – 28) eller tredje trimester (efter uge 28). I Danmark ordineres kvinden smertestillende medicin, hvis dette skønnes nødvendigt, men aldrig fosteret.

## Lovgivning

### Danmark

#### Fri abort
sundhedslovens §92: En kvinde kan uden tilladelse få sit svangerskab afbrudt, hvis indgrebet kan foretages inden udløbet af 12. svangerskabsuge 
Der har siden den nuværende abortlovgivning trådte i kraft den 1. oktober 1973 været fri abort i Danmark indtil den 12. graviditetsuge. En kvinde der søger at få foretaget abort før den 12. graviditetsuge er ikke forpligtet til at angive en årsag eller forklaring eller at underrette en evt. ægtefælle. Ansøgningen kan forelægges egen læge, eller til hospitalet der udfører indgrebet. Den kan ikke foretages af andre end kvinden selv; f.eks. faderen til barnet eller en værge – undtagelsesvis, hvis moderen er psykisk syg, er det kun kvindens værge der kan ansøge om abort og ikke kvinden selv.
Siden juli 2000 har enhver kvinde ret til en støttesamtale før og/eller efter aborten.

#### Sen abort
Tilladelse til abort efter den 12. graviditetsuge skal søges gennem regionernes Abortsamråd. Der skal foreligge ekstraordinære omstændigheder, såsom begrundet mistanke om kromosomfejl, fare for moderens liv ved graviditeten eller hvis graviditeten er sket på grundlag af en lovovertrædelse, så som voldtægt eller blodskam. Jo længere henne i graviditeten ud over den 12. uge, des stærkere argumenter skal fremlægges. Piger der er blevet gravide før de er fyldt 15 vil som udgangspunkt altid blive bevilliget sen abort indtil fosteret må antages at være levedygtigt, da graviditeten er følgen af et ulovligt samleje (den seksuelle lavalder er 15 år). I 2005 blev en 13-årig pige bevilliget abort i 20. uge, mens der blev givet afslag til en 15-årig pige i den 24. svangerskabsuge eftersom det antoges at barnet så sent i graviditeten var levedygtigt. Børn der fødes efter den 22. uge defineres ikke længere som aborterede, men som dødfødte babyer. Der gives aldrig tilladelse til abort efter den 24. uge.

#### Fritagelse for sundhedspersonale
Siden 1989 kan læger, sygeplejersker, jordemødre og sygehjælpere – eller personer under uddannelse til disse fag – for hvem det strider mod deres etiske eller religiøse opfattelse fritages for pligt til at deltage i abortindgrebet (sundhedslovens §100).
Reglerne er kun gældende i Danmark, ikke på Færøerne eller Grønland.

#### Straf
Ulovligt udførte aborter straffes med fængsel i op til 2 år – og op til 4 år hvis den ulovlige abort udføres af en person uden de rette lægelige kvalifikationer – det, der almindeligvis kendes som kvaksalveri.
Historisk straffedes provokeret svangerskabsafbrydelse med livsstraf. Dette ændredes i 1866 til op til otte års strafarbejde. Med lov om svangerskabsafbrydelse og abort af 1973 legaliseredes, som nævnt øverst på denne side, den provokerede abort (fosterfordrivelse).

### Færøerne og Grønland
På Færøerne er den danske abortlov fra 1956, som i Danmark blev erstattet i 1973, stadig gældende. I henhold til den kan der kun tillades provokeret abort hvis moderens liv er i fare eller graviditeten er sket som følge af en voldtægt eller blodskam. Abortlovgivning er i henhold til den færøske hjemmestyrelov fra 1948 et rigsanliggende, hvilket betyder det i sidste instans bestemmes af den danske justitsminister og Folketinget, men i tæt samarbejde med Færøernes Landsstyre. Det færøske landsstyre har aldrig givet udtryk for ønske om at ændre den nuværende abortlovgivning – tværtimod finder mange den for løs, og det færøske Landsstyre har som formålsparagraf at antallet af aborter (50 årligt) skal beskæres yderligere.
SF og Kvindeligt Selskab har krævet at regeringen tvinger Færøerne til at indføre dansk lovgivning og fri abort. Kamal Qureshi udtaler at han mener: "Alle kvinder i rigsfællesskabet skal have ret til fri abort, uanset om de henvender sig i Torshavn eller på Rigshospitalet." mens Kvindeligt Selskab mener "vi i Danmark alt for længe har ladet Færøerne forsumpe i en gammel kultur"

## Helbredsmæssige konsekvenser af abort
En dansk undersøgelse fra 1992 fandt frem til, at 12%-16% af kvinder rammes af underlivsbetændelse efter abort. Dette svarer til hyppigheden af underlivsbetændelse i forbindelse med en graviditet, der ikke afbrydes.

### Brystkræft
Ifølge nogle kontroversielle undersøgelser er der en sammenhæng mellem provokeret abort og brystkræft. Ifølge teorien vil den forhøjede østrogenmængde i den tidlige graviditet, der har til formål at få brystkitlerne til at vokse som forberedelse til amning, medføre en forhøjet brystkræftsrisiko, hvis graviditeten afbrydes før det tredje trimester.
Den generelle videnskabelige konsensus er dog, at der ikke kan dokumenteres nogen sammenhæng mellem abort og forøget risiko for brystkræft. 

### Psykologiske konsekvenser af abort
Om abort medfører en større risiko for negative psykologiske konsekvenser, er en uafklaret debat. Der findes både undersøgelser, der understøtter hypotesen,   og undersøgelser, der ikke viser nogen øget i risiko, i forhold til gennemført graviditet. 

## Selektiv abort
Selektiv abort betegner aborter der udføres efter at have konstateret uønskede egenskaber ved fosteret, f.eks. i form af kromosomfejl eller, i visse kulturer, abort af uønskede pigebørn.

### Selektiv abort af piger
Fra naturens side vil der i gennemsnit blive født 104 drengebørn for hver 100 pigebørn, en lille difference på 4% der skal opveje en højere dødelighed blandt drenge og sikre en ligelig kønsfordeling i voksenalderen. En række kulturer påskønner imidlertid drengebørn højere end pigebørn, og med nye fosterundersøgelsesmetoder, så som ultralydsscanning, har de nu fået et redskab der kan bruges til identificere kønnet før fødslen, og således abortere uønskede pigebørn. I visse lande har en høj udnyttelse af disse muligheder medført en mærkbar skævvridning i den naturlige kønsfordeling. I Kina, ikke mindst pga. etbarnspolitikken, har frasortering af piger ledt til en skævvridning så forholdet nu ligger på 120 drenge for hver 100 piger. – og lokalt endnu højere, helt op til 135 drengebørn for hver 100 piger En forskel der på trods af statslige tiltag blot er fortsat med at vokse fra 108 (1980) til 111 (1990), 116 (2000) og 120 (2006). I alt regnes der med at omkring 40-60 millioner pigebørn er blevet selektivt aborterede de sidste år. – og at det samme antal mænd derfor aldrig vil kunne finde en hustru. Dette forventes at lede til alvorlige problemer når overskuddet af hundredvis af millioner mænd ikke kan finde en hustru, med en voksende prostitution, kvindehandel, menneskesmugling, optøjer og måske endda krig til følge

## Abort i tal
- Antal. Der blev i 2006 foretaget i alt 15.053 aborter i Danmark mod 15.183 året før. Et antal der har været faldende siden det toppede i 1975 med 27.884 aborter. Fra 1974-2006 har der været foretaget 660.794 danske aborter. Danske kvinder får gennem deres fødedygtige alder i gennemsnit 0,43 aborter. Flest aborter får kvinder i alderen 18-19 (23,2 %), efterfulgt af de 20-24 årige (21,8 %), 25-29 (17,6 %), 30-34 (15,6 %), 35-39 (12,2 %) 15-17 (12,0 %), 40-44 (5,4 %) og 45-49 (0,5 %)[26].

- Abortkvotient. Abortkvotienten beregnes som det gennemsnitlige antal aborter per kvinde i den fødedygtige alder (15-49). Abortkvotienten lå i 2006 på 12,2 og har været jævnt nedadgående siden 1975 hvor den lå på 23,7. Københavns kommune havde i 2005 den højeste abortkvotient på 17,3 mens Ringkøbing Amt havde den laveste på 7,2. Kvindelige indvandrere og efterkommere får i gennemsnit flere aborter end etniske danskere.[27] Etniske danskere har en abortkvotient på 10,9. Størst antal aborter får etniske iranske kvinder, som med en abortkvotient på 29,1 ligger næsten tre gange over landsgennemsnittet. Kvinder med etnisk baggrund i det tidligere Jugoslavien (23,8), Vietnam (22,7), Irak (20,9), Pakistan (19,6) og Somalia (15,0) ligger også markant over gennemsnittet. Mens abortkvotienten for etniske danske kvinder har været faldende mellem 2000 og 2005, har den ligget stabilt for kvindelige indvandrere og efterkommere.

- Abortkvote. Abortkvoten udregnes som antal aborter per 1.000 fødsler. Den var i 2001 på 239. Blandt teenagere og de 45-49 årige er abortkvoten over 1.000 (ca. 1.800), hvilke vil sige antallet af aborter er højere end antallet af fødsler. For de resterende aldersgrupper er abortkvoten mindre end 1.000; dvs. der bliver født flere levende børn end aborter.

- Aborttyper. I 2006 tegnede medicinske aborter sig for lidt over 1/3 (5680) af alle aborter i Danmark, mens kirurgiske aborter tegnede sig for lidt under 2/3 (8819) – et mindre antal (554) var både medicinske og kirurgiske.[28] Den medicinske andel har været stigende. En mindre del (ca. 5 %) af medicinske aborter må opfølges med en kirurgisk abort. Det største antal aborter blev foretaget i den 8. svangerskabsuge (4168). 96 % af aborter blev i 2006 foretaget inden for grænsen af fri abort – før 13. svangerskabsuge. I 2006 fik Abortsamrådet 812 ansøgninger om sen abort[29], op fra 729 ansøgninger i 2005[30]. Af de 812 ansøgninger i 2006 fik 754 tilladelse, og 58 afslag. Størstedelen af tilladelserne for sen abort i svangerskabsuge 13 (310) og 14 (159)[29]. Af de 56 afslag ankede 45 afslaget til Abortankenævnet, og 39 fik medhold i deres klage. Flest sene aborter blev bevilliget efter § 93, stk. 1, nr. 3.: "Fare for at arvelige anlæg eller beskadigelse eller sygdom i fostertilstanden vil medføre alvorlige lidelser hos barnet." [31]. Antallet af sene aborter har været svagt stigende de sidste ti år.
- Abort uden samtykke. Ligesom ved alle andre medicinske indgreb, skal ugifte børn under 18 have deres forældres eller værges tilladelse til abort. Dette kan efter § 6, stk. 1 og 2 under ekstraordinære omstændigheder fraviges. Tilladelse til dette gives hovedsageligt til unge muslimske piger af ikke-dansk etnicitet, som af religiøs eller kulturel grund vil risikere reel fysisk eller psykisk overlast såfremt forældrene gives besked.[32] Abortsamrådet fik i 2005 65 ansøgninger om svangerskabsafbrydelse til børn uden forældrenes samtykke. Af dem fik 59 tilladelse og 6 afslag.

- Fosterreduktion. Der blev i 2005 indgivet 23 ansøgninger om fosterreduktion. Af dem fik 22 tilladelse og 1 afslag.

- Færøerne. På Færøerne har der de sidste par år blevet foretaget omkring 50 aborter om året. Abortkvotienten ligger på ca. 3,33 – ca. 1/4 af den danske.[33] Hver færøsk kvinde får i gennemsnit 0,16 aborter, næsten en tredjedel af den gennemsnitlige danske kvinde. Grundet den strikse færøske abortlovgivning, er der flere der påstår, at mange færøske kvinder vælger at få foretaget abort i Danmark. [kilde mangler]

- Grønland. På Grønland blev der i 2005 foretaget 899 aborter, ned fra 905 i 2004. Abortkvotienten ligger på 62,0 – betydeligt højere end i Danmark. Hver grønlandsk kvinde får i gennemsnit 2,37 aborter, mellem 5 og 6 gange den gennemsnitlige danske kvinde[34]

- I verdenen. På verdensplan anslår WHO at der dagligt bliver udført 125,000 provokerede aborter, eller 46 millioner årligt[35]. Omkring 19 millioner af dem illegalt. I gennemsnit dør 68,000 af mødrene årligt som følge af komplikationer påført i forbindelse med disse aborter. Død som følge af usikre aborter udgør omkring 13% af al mødredødelighed.

| Aborttal for Danmark           | Aborttal for Danmark | Aborttal for Danmark | Aborttal for Danmark | Aborttal for Danmark | Aborttal for Danmark | Aborttal for Danmark | Aborttal for Danmark | Aborttal for Danmark | Aborttal for Danmark | Aborttal for Danmark | Aborttal for Danmark |        |        |        |        |
| ------------------------------ | -------------------- | -------------------- | -------------------- | -------------------- | -------------------- | -------------------- | -------------------- | -------------------- | -------------------- | -------------------- | -------------------- | ------ | ------ | ------ | ------ |
| År                             | 2000                 | 2001                 | 2002                 | 2003                 | 2004                 | 2005                 | 2006                 | 2007                 | 2008                 | 2009                 | 2010                 | 2011   | 2012   | 2013   | 2014   |
| Levendefødte                   | 67 084               | 65 458               | 64 075               | 64 599               | 64 609               | 64 282               | 64 984               | 64 082               | 65 038               | 62 818               | 63 411               | 58 998 | 57 916 | 55 873 | 56 870 |
| Provokerede aborter            | 15 665               | 15 314               | 14 991               | 15 622               | 15 231               | 15 295               | 15 227               | 15 690               | 16 394               | 16 205               | 16 362               | 15 974 | 15 608 | 15 834 | 15 097 |
| Abortkvotient                  | 12,5                 | 12,3                 | 12,0                 | 12,6                 | 12,3                 | 12,4                 | 12,3                 | 12,7                 | 13,2                 | 12,9                 | 13,0                 | -      | -      | -      | -      |
| efter svangerskabsuge:         |                      |                      |                      |                      |                      |                      |                      |                      |                      |                      |                      |        |        |        |        |
| - indtil 12. uge               | 15 159               | 14 736               | 14 434               | 15 002               | 14 127               | 14 562               | 14 436               | -                    | -                    | -                    | 15 654               | -      | -      | -      | -      |
| - 13 til 15 uge                | 224                  | 247                  | 231                  | 256                  | 261                  | 303                  | 316                  | -                    | -                    | -                    | 427                  | -      | -      | -      | -      |
| - efter 16. uge                | 298                  | 332                  | 305                  | 293                  | 262                  | 233                  | 301                  | -                    | -                    | -                    | 262                  | -      | -      | -      | -      |
| efter aldersgrupper i procent: |                      |                      |                      |                      |                      |                      |                      |                      |                      |                      |                      |        |        |        |        |
| - 15-17                        | 10,6                 | 10,4                 | 10,2                 | 10,9                 | 12,1                 | 11,7                 | -                    | -                    | -                    | -                    | -                    | -      | -      | -      | -      |
| - 18-19                        | 19,6                 | 10,5                 | 19,4                 | 20,9                 | 21,5                 | 21,2                 | -                    | -                    | -                    | -                    | -                    | -      | -      | -      | -      |
| - 15-19                        | -                    | -                    | -                    | -                    | -                    | -                    | 16,4                 | 16,6                 | 17,6                 | 16,4                 | 15,0                 | 15,3   | 15,5   | 14,4   | 13,6   |
| - 20-24                        | 19,8                 | 19,6                 | 20,1                 | 22,1                 | 21,4                 | 21,2                 | 21,8                 | 23,2                 | 24,8                 | 24,8                 | 25,6                 | 26,0   | 26,5   | 27,1   | 26,6   |
| - 25-29                        | 18,1                 | 18,1                 | 17,2                 | 18,1                 | 17,1                 | 17,3                 | 17,6                 | 18,0                 | 19,6                 | 18,7                 | 19,5                 | 18,7   | 19,5   | 20,2   | 22,0   |
| - 30-34                        | 17,8                 | 17,0                 | 16,5                 | 17,2                 | 16,5                 | 16,4                 | 15,6                 | 15,8                 | 16,8                 | 16,9                 | 17,1                 | 17,7   | 16,8   | 16,8   | 17,3   |
| - 35-39                        | 12,6                 | 13,0                 | 13,1                 | 13,4                 | 12,8                 | 13,0                 | 12,2                 | 13,1                 | 13,2                 | 12,9                 | 13,0                 | 15,4   | 14,8   | 14,4   | 13,5   |
| - 40-44                        | 4,8                  | 4,6                  | 4,5                  | 5,2                  | 5,1                  | 5,1                  | 5,4                  | 5,1                  | 4,9                  | 5,0                  | 5,3                  | 6,2    | 6,3    | 6,3    | 6,4    |
| - 45-49                        | 0,5                  | 0,4                  | 0,4                  | 0,4                  | 0,4                  | 0,5                  | 0,5                  | 0,4                  | 0,4                  | 0,5                  | 0,5                  | 0,6    | 0,6    | 0,6    | 0,5    |